# Полесское (Волынская область)
Полесское (укр. Поліське) — село в Старовыжевской поселковой общине Ковельского района Волынской области Украины.
До 2020 года входило в Старовыжевский район.
Код КОАТУУ — 0725084001. Население по переписи 2001 года составляет 459 человек. Почтовый индекс — 44416. Телефонный код — 3346. Занимает площадь 2,174 км².